# Eggnog

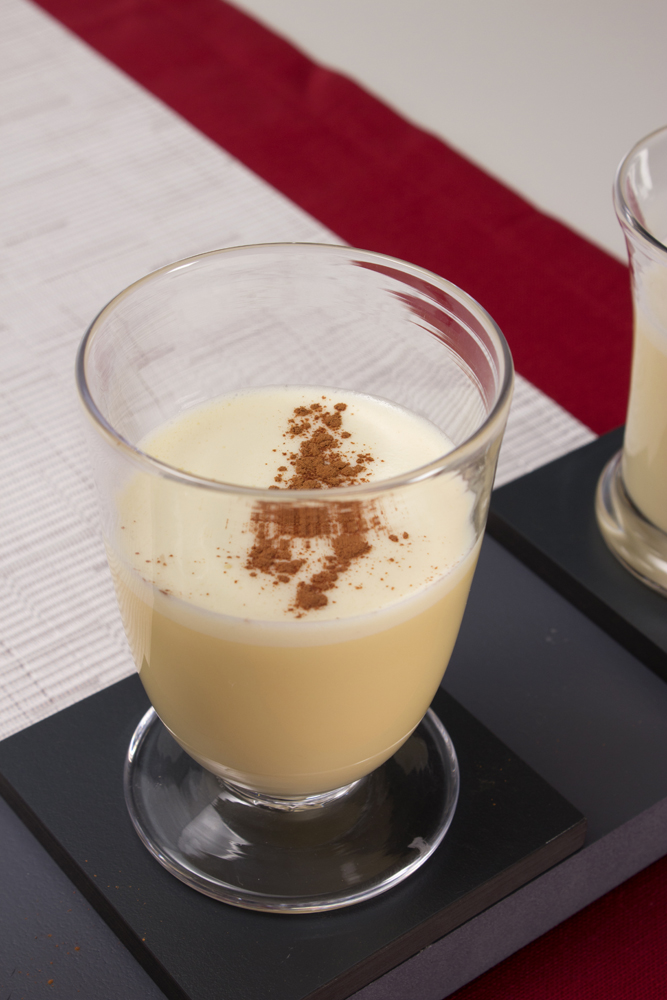
Eggnog met nootmuskaat

Eggnog, ook wel eierpunch genoemd is een cocktail op basis van melk, cognac en eigeel. Deze mixdrank wordt zeer geschikt bevonden voor winteravonden.
Het recept werd waarschijnlijk al in de 18e eeuw gebruikt door de Engelse aristocratie. Het zou zijn ontwikkeld uit een drankje van warme melk met alcohol en kruiden met de naam posset, dat al werd vermeld in het "Boke of nurture" van Russell rond 1460. Vóór 1800 werd het geïntroduceerd in de Verenigde Staten. Omdat cognac duur was, gebruikte men vaak rum.

## Variaties
- Kentucky eggnog. Wordt in de Verenigde Staten in veel huishoudens gemaakt.
- Warme eggnog (met warme melk).
- Chocolade-eggnog, waarin de cognac wordt vervangen door bruine rum. Ook wordt de nootmuskaat nogal eens vervangen door kaneel.
- Dutch-eggnog of  Advocaat